# Ilka von Fabrice

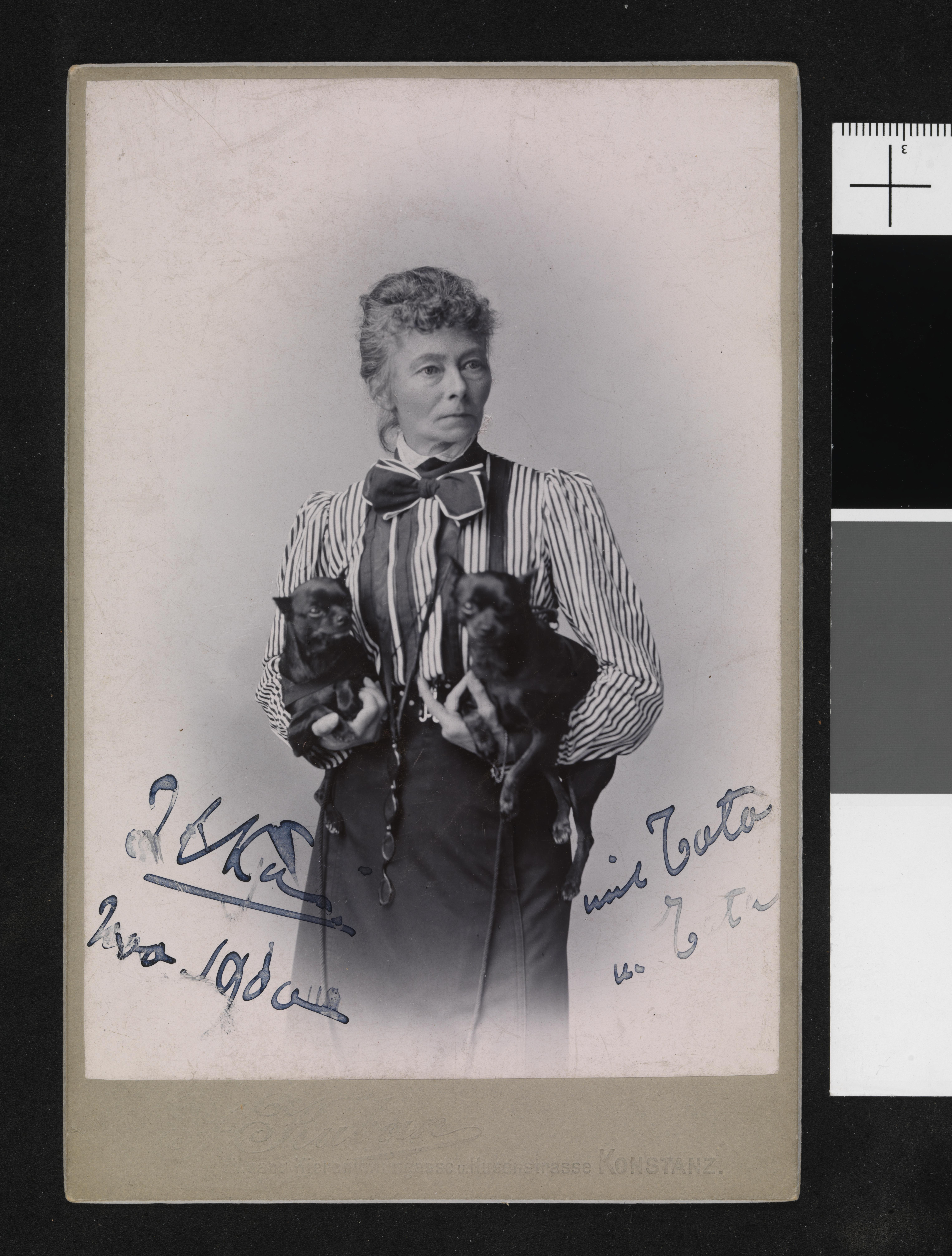
Freiin Ilka von Fabrice 1900 (Nasjonalbiblioteket, Oslo)

Ilka, eigentlich Helene Emilie Charlotte, von Fabrice (* 28. Juli 1846 in Dresden; † 11. Mai 1907 in Florenz) war eine deutsche Malerin. Ihr Pseudonym war „Carl Freibach“.
Freiin Ilka von Fabrice war die Tochter von Oswald von Fabrice und Helene Gräfin von Reichenbach (* 1825; † 1898). Ihre Mutter Helene war die jüngste Tochter von Kurfürst Wilhelm II. von Hessen-Kassel und dessen zweiter Ehefrau Emilie von Reichenbach-Lessonitz.
Sie erhielt Malunterricht bei Franz von Lenbach. 1882 gehörte sie zu den Gründerinnen des Münchner Künstlerinnenvereins und war dort im Vorstand tätig. Ihre Werke wurden unter anderem auf den Internationalen Kunstausstellungen 1883 und 1900 in München und 1897 in Dresden ausgestellt. 1890 und 1894 findet sie Erwähnung im damaligen Deutschen Millionär-Adressbüchern. 1896 gilt Ilka als dem bayrischen Hofstaat zugehörig. Vor 1900 war sie gesellschaftlich in München aktiv ein, besonders für eine Kleinkinder-Bewahranstalt. Später lebte und arbeitete sie in der Toskana, wo sie auch starb.